# Mola d'Agres
El poblado de la Mola d’Agres es un yacimiento arqueológico que se encuentra localizado al este de la población de Agres (Comunidad Valenciana, España), en la comarca del Comtat, en la ladera norte de la sierra de Mariola. El asentamiento se ubica a 791 m s. n. m., sobre un espolón saliente y basculado hacia el valle que forma una meseta ovalada irregular (Peña et alii, 1996).
El poblado se conoce desde principios del siglo XX gracias a los trabajos de diferentes autores asociados al Museo Arqueológico de Alcoy y al Servicio de Investigación Prehistórica y que estudian las comarcas del Alcoyano y el Condado de Cocentaina (Vicedo Sanfelipe, 1920-1922; Ponsell Cortés, 1952; Visedo Moltó, 1959).
Las excavaciones se iniciaron en 1978 dirigidas por la Dra. Gil-Mascarell, dándose a conocer las fases de ocupación del poblado a partir de la interpretación de los cortes estratigráficos y del material asociado (Mascarell, 1981, 1982, de Pedro, 1985, Segura, 1985, Gil-Mascarell y Enrique Tejedo, 1992, Gil-Mascarell y Peña 2000).
A partir de 1995, se procedió a realizar excavación en extensión de la zona de hábitat delimitada por un gran muro que ya había sido constatado en campañas anteriores (Gil-Mascarell y Peña, 2000) con una lectura interdisciplinar y global del yacimiento, teniendo en cuenta, entre otros factores, la cultura material, los recursos económicos, el urbanismo y el medio ambiente, documentados parcialmente en las excavaciones practicadas hasta 1993 (Peña et alii, 1996).
Estos trabajos nos han permitido conocer que la Mola d’Agres se ocupó desde la Edad del Cobre hasta la actualidad, con algunos hiatus o periodos de abandono.
El paisaje que rodeaba este poblado en época prehistórica,  estaría dominado por un carracal donde vivirían las especies de fauna silvestre como los ciervos y corzos, de las cuales se han hallado restos en el yacimiento. Este tipo de fauna tenía menos importancia que la doméstica compuestas fundamentalmente por ovejas, cabras, bueyes y cerdos.
Las excavaciones de la primera fase, calcolítica datada en torno al  4150 B.P. documentan un muro en dirección E-W, que delimita el poblado por el norte. Al sur del mismo, se detectan algunas estructuras de hábitat.
En la segunda fase, de la Edad del Bronce, se amplía el área del poblado. Las excavaciones de esta fase permiten conocer las estructuras del hábitat, con una cronología entre el 1800 a. C. y el 750 a. C., en las que se aprecian agujeros para los postes que sustentaban las techumbres. También se han documentado gran cantidad de restos materiales: cerámica, sílex, piedra pulida, hueso, marfil,  bronce, etc.; cuyas agrupaciones permiten establecer diferentes zonas de trabajo dentro del poblado, como un área de molienda (agrupación de molinos y recipientes cerámicos de almacenaje), o un taller de fabricación de objetos óseos y ebúrneos (botones, brazaletes, colgantes,…).
Las actividades principales durante la etapa de la Edad del Bronce tendrían un carácter agropecuario (agricultura de secano y ganadería); complementándose con actividades de intercambio inferidas a partir del hallazgo de algunos objetos de marfil de origen africano (brazaletes, botones, cuentas de collar, etc).
En cuanto al mundo funerario, se han localizado varias inhumaciones, entre las que podemos destacar la que corresponde a un individuo varón, joven, que fue enterrado con un ajuar compuesto entre otros elementos por un puñal de bronce.
Tras un hiatus ocupacional, la Mola se volvió a habitar durante el período del Bronce Final a la Primera Edad del Hierro, amortizándose las estructuras de la fase anterior, del Bronce Valenciano. Entre la cultura material de este momento podemos destacar cerámicas decoradas,  una fíbula de codo de bronce y un peine y un mango de marfil.
El ocaso de la Mola d'Agres coincide con la llegada de los fenicios y la apertura de nuevas rutas comerciales, alrededor del siglo VIII a. C., en las que este poblado de la Mola d'Agres perdió importancia y provocó su abandono.
Después, no vuelve a ocuparse hasta época medieval (período andalusí, siglo XI) aunque de esta fase tan solo quedan restos de un pequeño hábitat y una serie de fosas usadas como basurero, que rompen parte de las estructuras de las etapas anteriores. (Martí Bonafé et alii, 1988; Piera Roig, 1998).
Finalmente, a partir del siglo XVIII, y como respuesta a la necesidad de poner en cultivo nuevos terreno, volvemos a constatar la presencia humana en la Mola, donde se realiza una ingente obra al construir bancales y un muro perimetral empleando materiales procedentes de las estructuras prehistóricas.  Se consiguen así campos para plantar viñas que posteriormente se verán afectadas por la filoxera y tendrán que ser sustituidas por los olivos que existen en la actualidad. Estos últimos en la zona de la meseta superior del poblado no han sido nada productivos al encontrarse sobre los muros del poblado prehistórico.